# Carretera de Nebraska 25A
La Carretera de Nebraska 25A (en inglés: Nebraska Highway 25A), con una longitud de 6,03 millas (9,7 km), es una carretera estatal de sentido sur-norte ubicada en el estado estadounidense de Nebraska. La Carretera de Nebraska 25A hace su recorrido en el Sur desde la  hacia el Norte en la.

## Mantenimiento
Al igual que las autopistas interestatales y las rutas federales y el resto de carreteras estatales la Carretera de Nebraska 25A es administrada y mantenida por el Departamento de Carreteras de Nebraska por sus siglas en inglés NDOR. 